# Evropski dan enotne številke za klic v sili
Evropski dan enotne številke za klic v sili poteka vsako leto 11. februarja. Razglasila ga je Evropska unija saj želi na ta način opozoriti na obstoj številke 112.

## Klic v sili po vsej Evropi
Enotna evropska številka za klic v sili 112 je bila predstavljena leta 1991 z namenom, da bi bil klic v sili na to številko na voljo v vseh državah članicah. V nekaterih državah članicah sicer obstajajo še dodatne številke za klic v sili. Od decembra 2008 so vsi klici iz stacionarnih in mobilnih omrežij na številko 112 v EU v celoti brezplačni. Glede na vedno večjo prepoznavnost številke, le-ta ne postaja zgolj simbol za pomoč in podporo, temveč vedno bolj tudi simbol Evropske unije.

## Poreklo
Leta 2009 so Evropski parlament, Svet Evropske unije in Evropska komisija podpisali konvencijo o razglasitvi vsakoletnega dneva številke 112. Cilj je bil povečati stopnjo informiranosti o obstoju in prednostih uporabe enotne številke za klic v sili. Datum 11. februar je bil izbran namenoma, saj obsega vsa števila (11.2.), ki so del enotne številke za klic v sili. O ideji za razglasitev evropskega dneva enotne številke za klic v sili so prvič razpravljali v Evropskem parlamentu leta 2007 v okviru Deklaracije Evropskega parlamenta o evropski številki za klic v sili 112.
Potrebo o dvigu ravni informiranosti o številki je potrdila tudi raziskava Eurobarometer 228 iz februarja 2008. Namreč le 22 % anketirancev na EU ravni je bilo seznanjeno, da je številka 112 v veljavi in dostopna po vsej Evropski uniji, od tega le 13 % v Sloveniji. To sta potrdili tudi raziskavi v letih 2009 (EU-24 %, SLO-13 %) in 2010 (EU-25 %, SLO-20 %).

## Praznovanje
V okviru evropskega dneva številke za klic v sili 112 potekajo vsako leto po vsej Evropi številne aktivnosti. Organizirajo jih vladne in nevladne ustanove ter organizacije, ki delujejo na področju zaščite in reševanja. V Sloveniji je promocija potekala tudi z radijskimi oglasi. Podobne aktivnosti so bile izvedene tudi drugod po Evropi. V Bruselj so tako znamenitemu Manneken Pis nadeli oblačilo s številko 112., medtem ko so v Estoniji izvedli fotografski natečaj, kjer so družine in vrtce pozvali k izrisovanju številke 112 v snegu.